# Huella sin Fin EP (álbum)
Huella sin Fin es el sexto disco solista del cantautor uruguayo Pablo Sciuto. Fue publicado en CD por su sello independiente Hipnótica Records en el año 2012, es un álbum grabado en directo de estudio con tomas adicionales entre Argentina y España.
Fue grabado en formato de semi-directo en Silvester Studios de la ciudad de Buenos Aires, Argentina. 
Existe un mini documental sobre la grabación del álbum que viene a ser el esqueleto inicial de Planeta Casa, el mismo fue rodado en la ciudad de Madrid por el fotógrafo Javier Sánchez Salcedo, también se incluye material de las sesiones de estudio filmadas por el propio Pablo Sciuto.

## Estilo musical
Es un álbum de carácter más roquero y tiene la influencia de artistas en los que se sentía ampliamente reflejado en ese momento, como Jeff Buckley, Elliott Smith y Ryan Adams.

## Lista de canciones
| Lado A |                  |              |          |  |
| N.º    | Título           | Escritor(es) | Duración |  |
| 1.     | «Huella sin fin» |              | 2:51     |  |
| 2.     | «7 AM»           |              | 3:23     |  |
| 3.     | «Alas»           |              | 3:29     |  |
| 4.     | «Vidrio roto»    |              | 5:11     |  |

## Ficha técnica
- Pablo Sciuto: Producción, voz y coros.
- Batería: Fabian Miodownik: Batería.
- Matías Nuñez: Bajo eléctrico.
- Olmo Sosa: Guitarra eléctrica en "Vidrio Roto".
- Sebastián Crudeli: Piano en "Alas"
- Sebastián Crudeli: Hammond en “7 AM”
- Ernesto Espinoza: Violines en “Vidrio Roto” y “Alas”:
- Guitarra eléctrica en “Huella Sin Fin”: Pablo Sciuto

- Grabado en Silvester Studio, Buenos Aires, Argentina.
- Mezclado y Masterizado en el estudio Imaginalas por Pablo Sciuto.

- Producción: Pablo Sciuto.
- Fotografía portada y contraportada: Javier Sánchez Salcedo.
- Diseño de portada: Estudio Cranearte